# Popolari (album)
Popolari è il primo album in studio del rapper italiano Rhove, pubblicato il 29 marzo 2024 dalla EMI.

## Tracce
1. Popolari – 3:42
2. Mama – 1:28
3. Zig zag – 2:43
4. Imputati (feat. Emis Killa) – 2:14
5. Laprovince #3 – 1:58
6. Pelé – 2:13
7. Alé (feat. Capo Plaza) – 3:20
8. Petit fou fou (feat. Anna) – 1:53
9. Doppia personalità – 2:55
10. Amore mio (feat. Sfera Ebbasta, Jul) – 3:41
11. Vestiti da rapper (feat. Guè) – 2:44
12. Cosa sai di me (feat. Kuremino) – 2:37
13. La vie – 3:19
14. Soli (feat. Oxlade) – 2:26
15. Ancora – 2:51
16. Outro (non piango più) – 2:19

Tracce bonus nella riedizione digitale
1. Di Rho – 2:45
2. Ma belle – 2:24
3. Chakall – 1:58

## Classifiche

### Classifiche settimanali
| Classifica (2024) | Posizione massima |
| ----------------- | ----------------- |
| Italia            | 4                 |

### Classifiche di fine anno
| Classifica (2024) | Posizione |
| ----------------- | --------- |
| Italia            | 31        |